# Santa Cruz de Marchena
Santa Cruz de Marchena ist eine spanische Gemeinde im Verwaltungsgebiet Alpujarra Almeriense der Provinz Almería in der Autonomen Gemeinschaft Andalusien. Die Bevölkerung von Santa Cruz de Marchena bestand im Jahr 2024 aus 245 Einwohnern. 

## Geografie
Die Gemeinde grenzt an Alboloduy, Alsodux, Bentarique, Gérgal, Illar und Santa Fe de Mondújar. 

## Geschichte
Die Stadt geht auf die Zeit von  Al-Andalus zurück. Der Ort wurde nach der Vertreibung der Mauren im 16. Jahrhundert von Siedlern neu besiedelt.